# Kalisz Aréna
A Kalisz Aréna egy multifunkcionális sportcsarnok Lengyelországban, Kalisz városában.

## A stadion története
A létesítmény építési munkálatai 2005 szeptemberében kezdődtek és 2006 novemberében értek véget. A sportcsarnokot 2006. november 4-én nyitották meg. A főként kézilabda-mérkőzéseknek otthont adó aréna 3164 fő befogadására képes. Az MKS Kalisz kézilabdacsapatának otthona.
Kézilabda-találkozókon kívül otthont adott már röplabda mérkőzéseknek, jótékonysági rendezvényeknek és koncerteknek is. 2011-ben itt rendezték a lengyel kosárlabda-bajnokság All Star-mérkőzését is. 2016. április 2-3. között a női röplabdakupa négyes döntőjének helyszíne volt.
2018-tól az aréna előtt Zbigniew Wojkowski képzőművész „Kézilabdázók” elnevezésű emlékműve látható.